# ميخائيل براغ
ميخائيل براغ (بالإنجليزية: Michael Bragg)‏ هو لاعب كرة قدم أمريكية أمريكي، ولد في 31 ديسمبر 1981 في لوس أنجلوس في الولايات المتحدة.

## وصلات خارجية
- ميخائيل براغ على موقع مرجع كرة القدم المحترفة.كوم (الإنجليزية)